# 阿米特城 (路易斯安那州)
阿米特城（英語：Amite City），是美国路易斯安那州下属的一座城市。根据2010年美国人口普查，该市有人口4,141人。建置上，属于“town”。